# Statileo János
Statileo János, latinosított néven Statilius (? – 1542. április 8.) dalmát származású magyar főpap.

## Élete
Anyja Boriszló Péter horvát bán nővére volt. Őrsi, majd budai prépost volt, Szapolyai János király pedig koronáztatása után nemsokára erdélyi püspökké tette. 
1521-ben II. Lajos király Velencébe küldte, hogy segítséget kérjen a törökök ellen. A mohácsi csata után János királyhoz pártolt. Amikor 1527 márciusában Ferdinánd és János követei, továbbá a lengyel királytól küldött békéltetők Olmützben összegyűltek, hogy egyezséget hozzanak létre a két király között, Szapolyai részéről Statileo volt a szóvivő fő követ. Ferdinánd azt követelte, hogy János mondjon le, kárpótlásul Boszniát kapja és 40 000 aranyat; Statileo viszont azt ajánlotta, hogy Ferdinánd kapja meg Morvaországot és Sziléziát, amely másképp meg nem illetné. A tanácskozás sikertelen volt. 
1528 októberében Statileo I. Ferenc francia királynál járt és szövetséget hozott létre. Eszerint Ferenc segíti Szapolyait, aki meg fogja támadni Ferdinándot és utódjául Henrik orléans-i herceget, a francia király fiát fogadja.
Az 1538. február 24-én kötött váradi békében szintén nagy része volt Statileónak, aki később is hathatósan védte Izabella királyné érdekeit. 1541-ben részt vett a gyalui egyezmény létrehozását célzó tárgyalásokon, ő maga is aláírta a szerződést.

## Művei
- Vita beati Ioannis episcopi et confessoris Traguriensis, et eius miracula, Udine, 1516